# ورخة سرنتية الأوراق
الورخة سرنتية الأوراق أو الوريقة (باللاتينية: Klasea cerinthifolia) نوع نباتي ينتمي إلى جنس الورخة من الفصيلة النجمية.

## البيئة والانتشار
موطنها بلاد الشام وقبرص وتركيا.

## مرادفات للاسم العلمي
- (باللاتينية: Centaurea cerinthifolia Sm.)
- (باللاتينية: Serratula cerinthifolia (Sm.) Boiss.)